# Mol, Antwerpen
Mol là một đô thị ở tỉnh Antwerp. Đô thị này chỉ gồm thị trấn Mol. Tại thời điểm ngày 1 tháng 1 năm 2007, Mol có dân số 33.054 người. Tổng diện tích là 114,26 km² với mật độ dân số là 289 người trên mỗi km².